# Lípa v Kamenici nad Lipou
Lípa v Kamenici nad Lipou je památný strom v zámeckém parku města Kamenice nad Lipou. Jedná se o torzo lípy velkolisté, jejíž vysazení je tradičně datováno do 13. století a podle níž se celé město nazývá nad Lipou.

## Základní údaje
- název: lípa v Kamenici nad Lipou, Kamenická lípa
- výška: 10 m,[2] 21 m (1981),[4] 13 m (1996)[4]
- obvod: 500 cm,[2] 550 cm (1981),[4] 560 cm (1996)[4]
- věk: zhruba 760 let, 1000 let[1]
- 7. místo ve finále ankety Strom roku 2009

Kamenická lípa roste pod terasou zámeckého parku. Ačkoli byla jako památný strom vyhlášena roku 1995, nese starý štítek „strom chráněný státem“, takže byla chráněna již před tímto datem. Detaily původní ochrany ale nejsou známé, databáze agentury ochrany přírody starší dokumentaci neobsahuje.

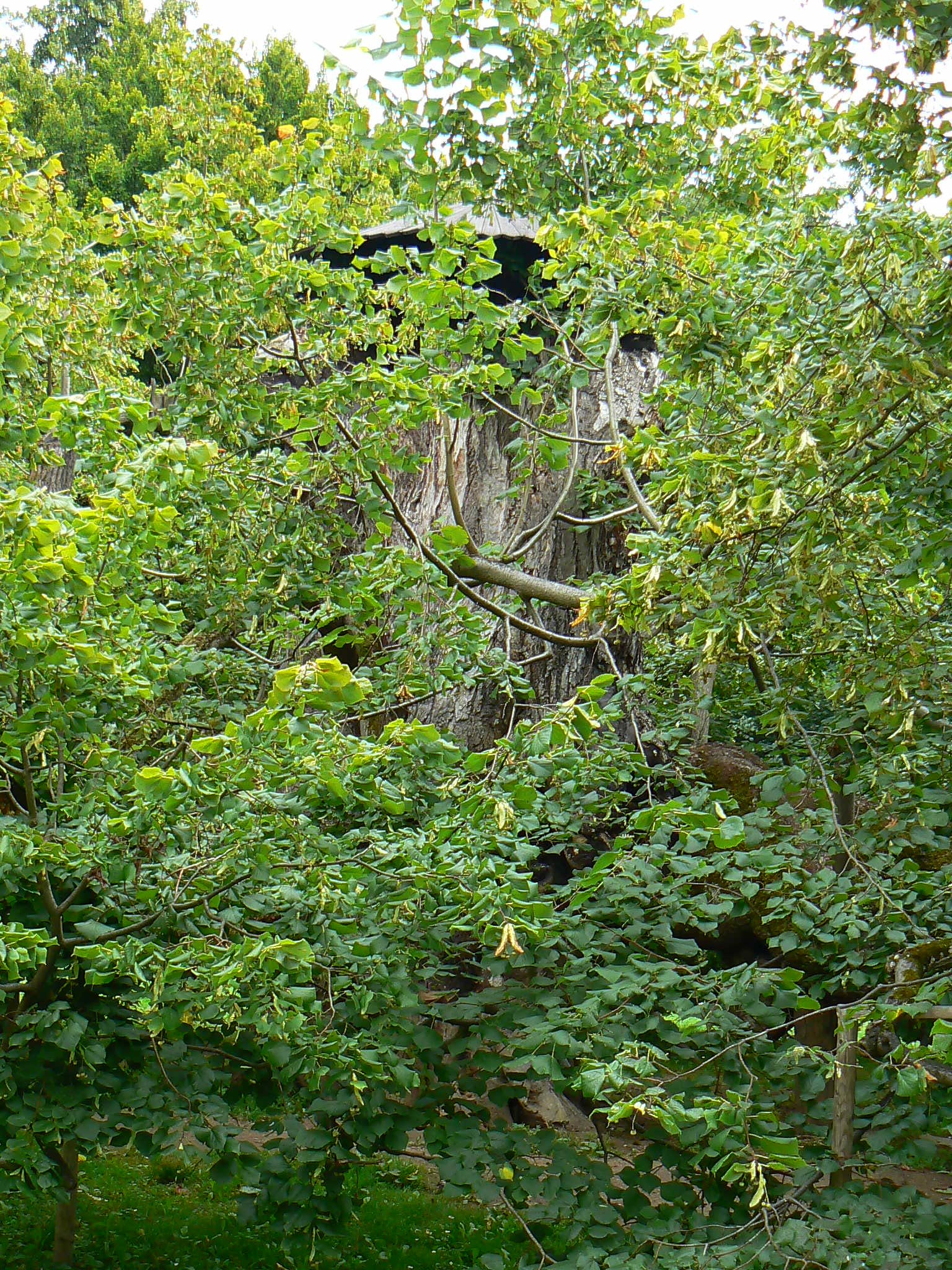
Kamenická lípa
(srpen 2007)

### Druhové zařazení
Kamenická lípa bývá často mylně klasifikována jako lípa malolistá (srdčitá). Záměna lípy velkolisté za malolistou (srdčitou) je poměrně častý omyl, v tomto případě i značně rozšířený (mimo jiné i ve vyhlašovací dokumentaci památného stromu, odkud je přebírán dál). Správné druhové zařazení uvádí například Výzkumný ústav Sylva Taroucy (projekt záchrana genofondu památných stromů), oficiální osvědčení pravosti vydané k přemnožení lípy a dále Ing. Pavel Kyzlík z dendrologické pobočky ČLS v odborných publikacích.

## Stav stromu a údržba
Strom byl vysoký kolem 20 metrů, 4. srpna 1824 byla ale koruna zničena bleskem a zůstal tak pouze dutý, shora zastřešený pahýl hlavního kmene o výšce přibližně čtyři metry. Původní kmen je dnes jen dutinou vyplněnou silnými adventivními kořeny, které stromu zajišťují stabilitu. Ze zbytku kmene vyrůstají mohutné, čtyři (původně jich bylo prý 19) přibližně dvacetimetrové větve. Tyto větve, na nichž se v průběhu 19. a na počátku 20. století nacházel taneční parket zámeckého panstva, jsou fixovány řadou podpěr. V letech 1984 a 2002 byla lípa poškozena pády jiných stromů. Zámecký park s lípou byl zpřístupněn roku 2004.
V současné době je lípa pravidelně ošetřována v intervalu 2–3 let. Vzhledem k atypickému růstu vyžaduje zvýšenou pozornost, bez které by došlo k rozvalení původních vodorovných větví a torza kmene. Přesto je strom stále velmi vitální. K zatím poslednímu ošetření došlo na přelomu července a srpna 2011.

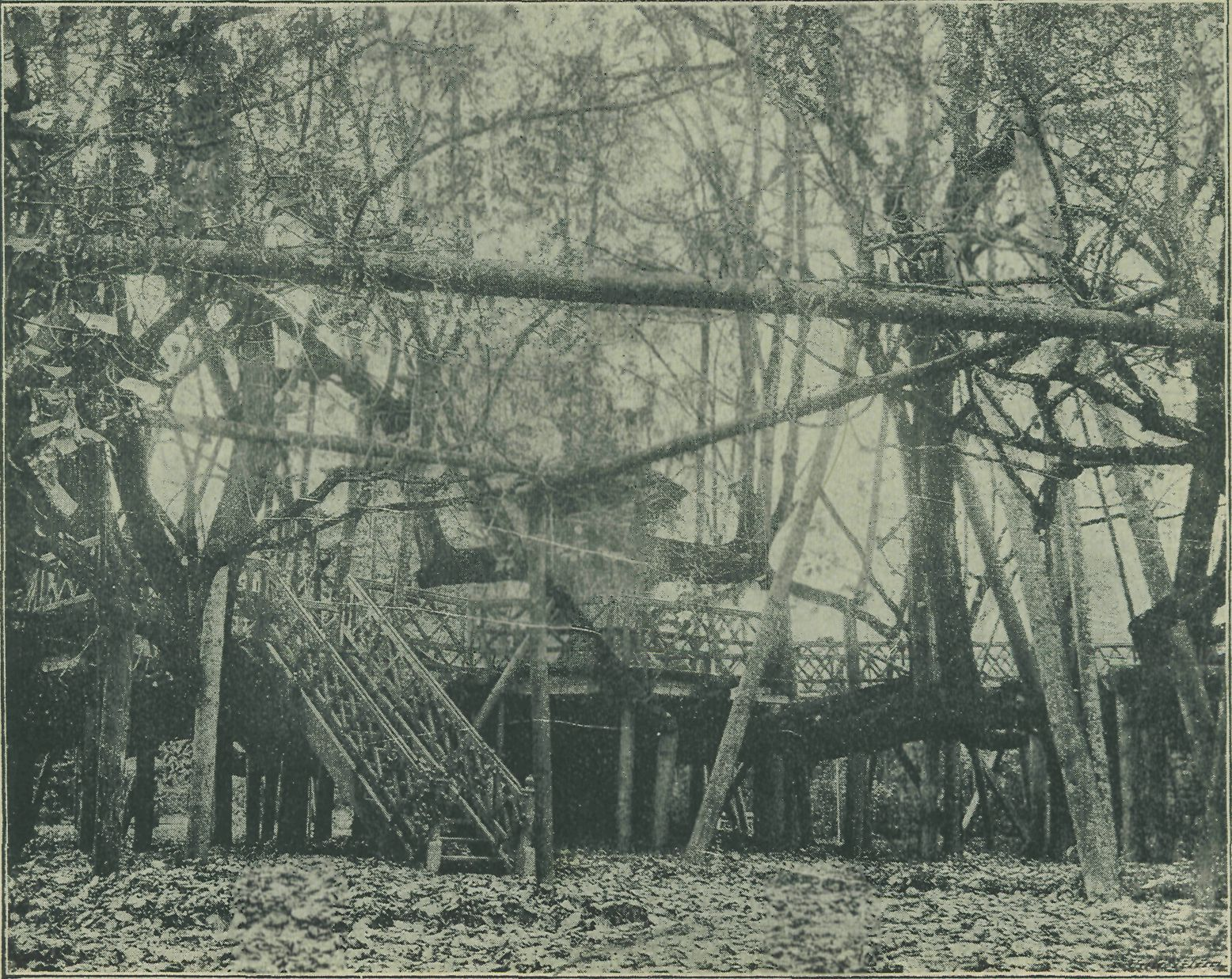
Kamenická lípa s pódiem
(přelom 19. a 20. století)

## Historie a pověsti
Traduje se, že lípa byla vysazena ve 13. století (objevují se různá data: 1225, 1248, 1267). Během úprav zámku v roce 1583 bylo celkové řešení zahrady podřízeno lípě. Podle některých zdrojů byla lípa záměrně pěstována do šířky, nicméně taneční parket byl na lípě vystavěn až po zásahu bleskem roku 1824, který lípu připravil o vrchol. Zdá se tedy pravděpodobnější, že samotný záměr výstavby parketu byl až důsledkem deformace stromu přírodní katastrofou, nikoli jeho příčinou.
Podle pověsti na parketu zatančil i Jan Žižka. Tato pověst se ale jeví jako značně nepravděpodobná, protože existence samotného pódia je uváděna v 19. století, přičemž v Žižkově době nebyla Kamenice ještě ani zámkem, ale teprve hradem (k přestavbě došlo teprve v letech 1580–1593). Také úprava parku byla lípě podřízena až v roce 1583 a ke konečným terasovitým úpravám terénu došlo teprve roku 1843.

## Další zajímavosti

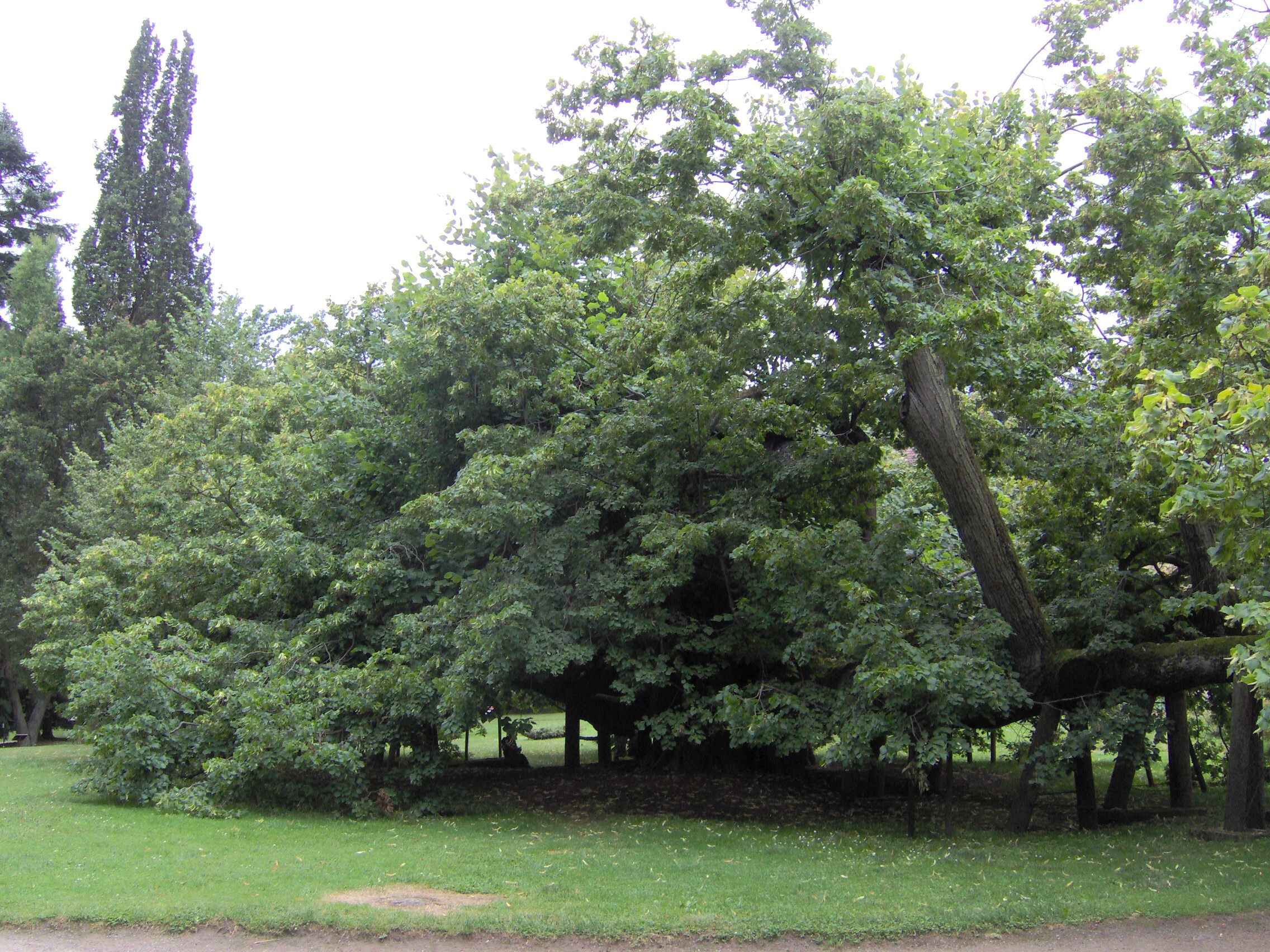
Kamenická lípa
(červenec 2010)

Jeden z potomků Kamenické lípy byl v roce 1919 vysazen na kamenickém náměstí jako Lípa svobody, další „dcera“ roste vedle samotné chráněné lípy. V celostátní anketě Strom roku 2009 se Kamenická lípa s 2383 hlasy umístila na sedmém místě. Lípě byl věnován prostor v televizním pořadu Paměť stromů, konkrétně v dílu č. 10: „Stromy u hradů a zámků“.

## Památné a významné stromy v okolí
- Buk a dub v zámeckém parku (skupina památných stromů)
- Lipová alej Heřmaň-Dráchov (alej památných stromů, lípy malolisté i velkolisté)
- Modřínová alej u Johanky (významná alej)
- Chlaňův buk (Horní Radouň)
- Hrušeň u pily (Horní Radouň)
- Havlíčkův dub (Proseč-Obořiště, 16 km)